# Valdemar Tofte
Pour les articles homonymes, voir Tofte.
Lars Valdemar Tofte, né le 21 octobre 1832 à Copenhague et mort le 28 mai 1907 dans la même ville, est un violoniste danois qui enseigne pendant un demi-siècle et il forme plus de 300 violonistes danois.

## Biographie
Valdemar Tofte naît le 21 octobre 1832 à Copenhague, au Danemark. Sa mère est Mathilde Pedersen (1812-1867). Son père, Hans Larsen Tofte (1798-1857), est un distillateur. Hans Larsen aime la musique, bon violoniste, il souhaite que son fils devienne musicien, en particulier un virtuose du violon. À cette fin, il emmène Valdemar, dès son plus jeune âge, à des concerts pour entendre de grands artistes dont Miska Hauser, Hubert Léonard, Carl Moeser et François Prume. Il trouve également des professeurs qualifiés : d'abord Carl T. Petersen, violoniste dans l'orchestre de Hans Christian Lumbye, connu pour la beauté de ses coups d'archet, puis Julius Semler de l'Orchestre royal danois. À l'automne 1850, lorsque la Music Society forme son propre orchestre sous la direction de Niels W. Gade, Valdemar Tofte est l'un de ses premiers violonistes. Niels W. Gade recommande à Valdemar Tofte d'étudier avec le « roi du violon » Joseph Joachim à Hanovre. Valdemar Tofte suit le conseil et étudie auprès de Joseph Joachim de 1853 à 1856; il étude occasionnellement avec Louis Spohr à Cassel.

### Carrière
Après son retour, il fait ses débuts en mai 1856 avec un grand succès dans l'orchestre de la Société de musique. Il travaille dans cette association en tant que soliste et donne des concerts de musique de chambre avec un quatuor composé de Christian Schiørring, Vilhelm Christian Holm et Franz Neruda. En 1863, il est engagé par l'Orchestre royal du Danemark, comme membre et comme soliste. Il alterne comme soliste avec Christian Schiørring, jusqu'à sa démission en 1893.
Lorsque l'Académie royale danoise de musique est créée en 1867, Valdemar Tofte est nommé premier professeur de violon. Pour sa longue et importante carrière, il est honoré en 1893 du titre de professeur. Il enseigne jusqu'en 1904, formant toute une école de violonistes au Danemark. On estime qu'il a enseigné à plus de 300 violonistes et à presque deux générations d'artistes, dont Anton Svendsen, Frederick Hilmer, Frida Schytte, Fini Henriques, Frederik Rung, Victor Bendix, Carl Nielsen et Georg Høeberg.

### Vie personnelle
Le 3 mars 1866 à l'église de la Trinité, Valdemar Tofte épouse Ane Kirstine Pauline Willumsen (23 mai 1838 à Copenhague - 17 août 1914 à Frederiksberg, fille du transporteur Jørgen Willumsen (1801-1854) et de Marie Elisabeth Poulsen (1802-1879).

### Mort
Mort le 28 mai 1907 à Copenhague, Valdemar Tofte est inhumé au cimetière de Vestre, avec une pierre tombale de style art nouveau conçue par Thorvald Bindesbøll et érigée en 1908.